# Сатанівський лісовий заказник
Са́танівський зака́зник — лісовий заказник загальнодержавного значення в Україні. Розташований у межах Городоцького району Хмельницької області, на південь від смт Сатанів, в урочищі «Сатанівська Дача». 
Площа 1778 га. Керівна організація — Ярмолинецький держлісгосп (Сатанівське лісництво, кв. 21, 22, 24, 25, 27, 28, 29, 31-33, 35-37, 40, 41, 43, 44, 46, 47-49, 51, 53, 55-59, 61, 63, 64). 
Входить до складу національного природного парку «Подільські Товтри».

## Історія створення
Заповіданий Радою Міністрів УРСР № 500 від 28 жовтня 1977 року та розширений постановою ОВК № 194 від 26 жовтня 1990 року. Первісно площу заказника було визначено у 250 гектарів. Постановою Ради Міністрів Української РСР від 7 січня 1985 року її збільшено до 487 га, а згодом — до 1778 га. Спершу це був ботанічний заказник за назвою «Сатанівська Дача»; на початку 1990-х років назву і статус змінили на «Сатанівський лісовий заказник».

## Мета створення
Головним завданням є збереження та охорона природних насаджень бука лісового віком понад 150 років на східній межі його ареалу. Домішку становлять граб звичайний, клен звичайний, клен польовий, дуб звичайний, явір, береза повисла, липа дрібнолиста тощо. Вік насаджень становить 100—150 років. У підліску трапляються бруслина бородавчаста і бруслина європейська. Трав'яний покрив утворюють копитняк європейський, підмаренник запашний, зеленчук жовтий, фіалка лісова, а також гніздівка звичайна, занесена до Червоної книги України. 
Лісовий заказник загальнодержавного значення «Сатанівський» входить до складу природно-заповідного фонду України.

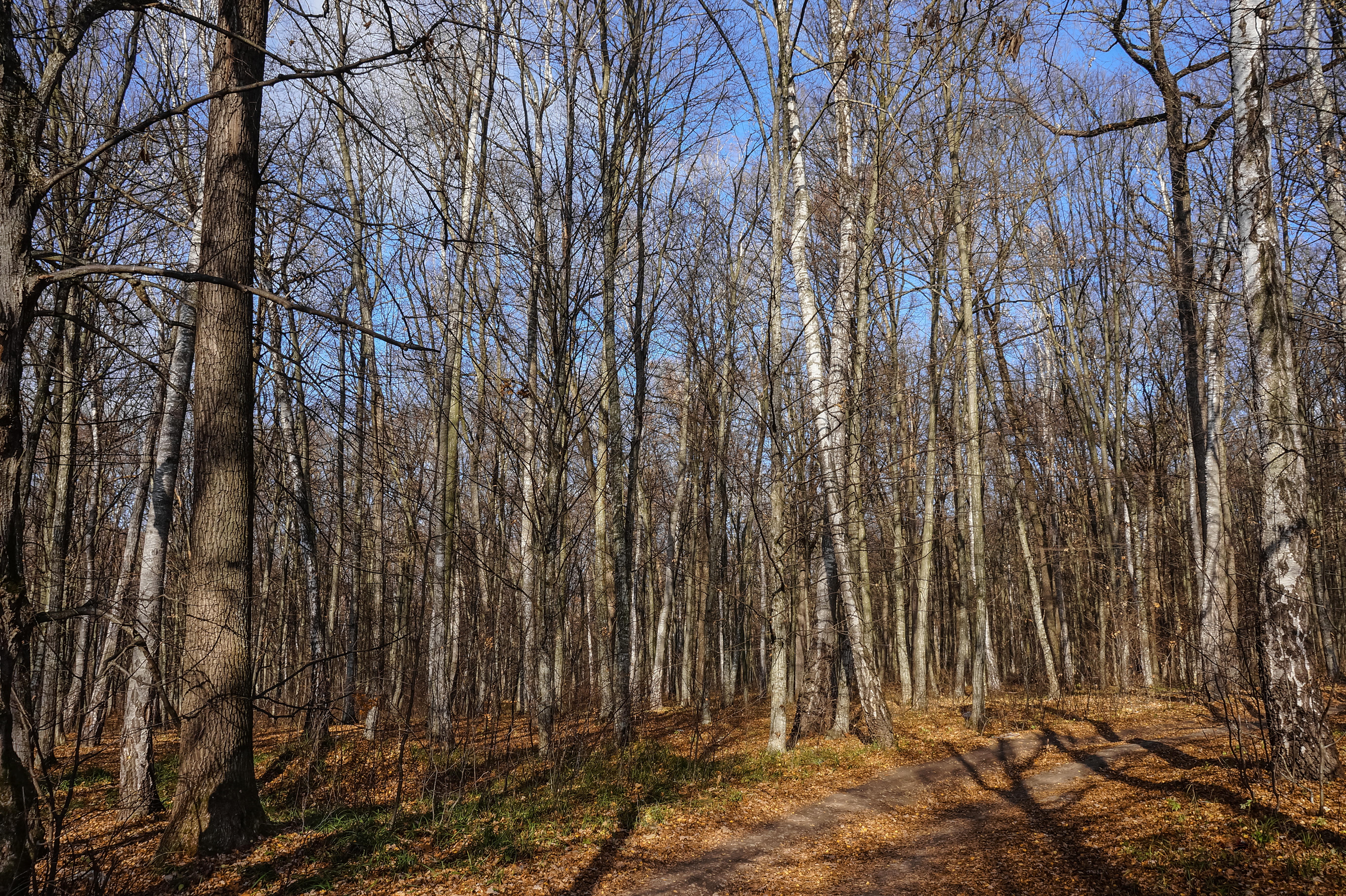